# La Nativitat de Maria de Cabassers
La Nativitat de Maria de Cabassers és una església parroquial del municipi de Cabassers (Priorat) protegida com a bé cultural d'interès local.

## Descripció

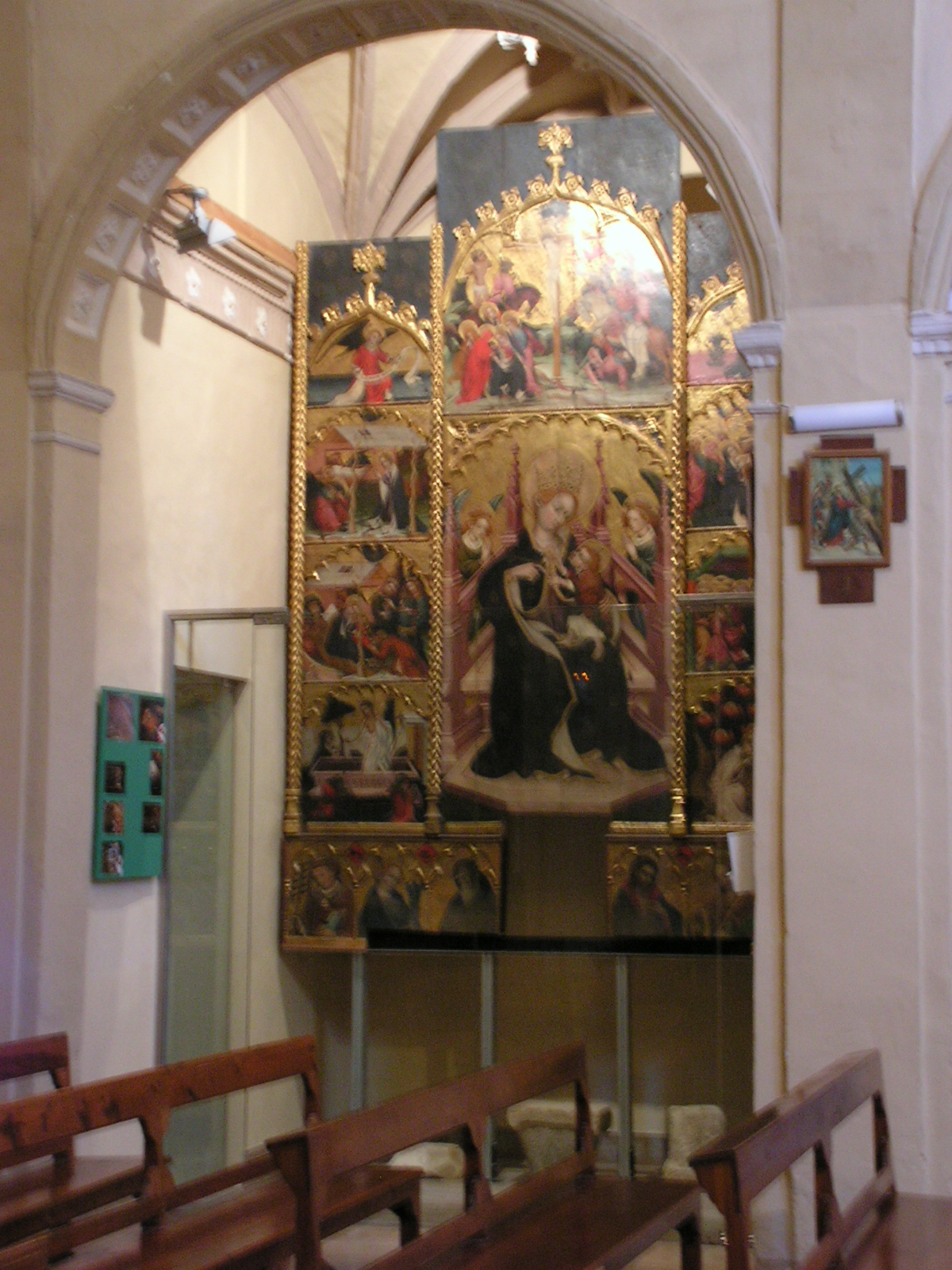
Retaule gòtic de Santa Maria

Església d'una nau amb quatre capelles laterals per banda que aprofiten els contraforts. El presbiteri i tres de les capelles són gòtiques, mentre la nau i la resta de les capelles, de mitja volta, són d'un renaixement senzill. L'absis és de cinc costats i està separat de la nau central per un arc apuntat. La nau central és coberta per una volta de mig punt, decorada amb quarterons. A l'interior hi ha diversos altars; en el primer del costat de l'evangeli hi ha un quadre de la Mare de Déu de Loreto del segle xvii i un retaule datat als segles XIV o XV que durant molt de temps fou atribuït a Lluís Borrassà però que, que davant la impossibilitat d'identificar l'autor, s'anomena “mestre de Cabassers” a l'autor del retaule. L'obra és de paredat, amb reforç de carreu als angles. El campanar, robust, és situat als peus del temple, al seu costat esquerre, de planta quadrada i coberta piramidal. El 1923 es va refer la façana; la porta d'entrada està emmarcada per unes motllures i un timpà migpartit per una fornícula.

## Història
L'església parroquial data de començaments del segle xvii. El 1823 va ser refeta la façana. Entre 1912 i 1918 es va refer el paviment. A l'interior es conserva bona part d'un retaule gòtic de Santa Maria atribuït a Borrassà que fou salvat per la Generalitat el 1936. També hi ha un quadre de la Mare de Déu del Loreto, datat el 1624.